# Brachiaria adspersa
Brachiaria adspersa är en gräsart som först beskrevs av Carl Bernhard von Trinius, och fick sitt nu gällande namn av Parodi. Brachiaria adspersa ingår i släktet Brachiaria och familjen gräs. Inga underarter finns listade i Catalogue of Life.